# Xã Cass, Quận Texas, Missouri
Xã Cass (tiếng Anh: Cass Township) là một xã thuộc quận Texas, tiểu bang Missouri, Hoa Kỳ. Năm 2010, dân số của xã này là 1.268 người.